# Corb marí imperial
El corb marí imperial (Leucocarbo atriceps) és una espècie d'ocell de la família dels falacrocoràcids (Phalacrocoracidae) que habita penta-segats costaners i llacs.

## Taxonomia
La taxonomia d'aquest ocell és molt complexa i els límits entre espècies és discutit. A més alguns autors l'inclouen al gènere Phalacrocorax o bé a Leucocarbo. Habitualment s'han inclòs dins el grup:
- Phalacrocorax atriceps atriceps de les costes meridionals de Sud-amèrica
- Phalacrocorax atriceps albiventer, de les illes Malvines.
- Corb marí antàrtic (P. a. bransfieldensis), de les Shetland del Sud i la Península Antàrtica.
- Corb marí de Geòrgia del Sud (P. a. georgianus), de Geòrgia del Sud, Sandwich del Sud i Òrcades del Sud.
- Corb marí de Heard (P. a. nivalis) de les illes Heard.
- Corb marí de les Crozet (P. a. melanogenis) de les illes del Príncep Eduard i Crozet.

En diferents classificacions aquests taxons s'han combinat de diferents maneres, així s'han reconegut dues espècies, L. atriceps que incloiria com a subespècies atriceps, bransfieldensis, georgianus i nivalis, i L. albiventer que incloiria albiventer, melanogenis i purpurascens. També s'ha considerat que totes són subespècies de L. atriceps. En la classificació del Congrés Ornitològic Internacional (versió 2.10, 2011) es consideren espècies diferents cadascuna d'elles a excepció d'albiventer que quedaria inclosa dins atriceps.